# Bethlem Royal Hospital
Il Bethlem Royal Hospital è un ospedale per la cura delle malattie mentali a Londra, nel Regno Unito e parte del South London and Maudsley NHS Foundation Trust. Anche se non più situato nella sede originale, è riconosciuto come la prima e più antica istituzione specializzata nella cura delle malattie mentali. È stato anche denominato St Mary Bethlehem, Bethlem Hospital, Bethlehem Hospital e Bedlam.
L'ospedale collabora con il King's College di Londra nell'ambito della ricerca psichiatrica. 
La parola inglese bedlam, che significa "baraonda", "confusione" deriva proprio dall'antico nome dell'ospedale dove un tempo sono stati commessi i peggiori errori nel trattamento delle malattie psichiatriche.
La madre di Charlie Chaplin era una delle persone confinate qui: il futuro attore comico nacque e visse un'infanzia difficile nella vicina Kennington.

## Storia

### 1243–1633
L'ospedale Bethlem Royal Hospital nacque, in precedenza, dal convento di Saint Mary of Bethlehem, nel 1247.
Nel 1403, risulta che l'istituto ospitasse sei uomini con disturbi mentali.
Nel 1547, Enrico VIII cedette il complesso al comune di Londra, che lo destinò all'internamento delle persone malate mentalmente, in cui le condizioni di vita dei malati erano deplorevoli; con il tempo, l'istituto acquisì il soprannome di Bedlam, ad indicare un luogo di confusione e caos.

### 1634–1791
Famoso per le condizioni in cui vivevano i malati, fino al XVIII secolo, il Bedlam divenne una delle attrazioni più in voga di Londra, dopo l'Abbazia di Westminster e la Torre di Londra.

### 1791–1900
Fino al XIX secolo, il popolo londinese considerava un divertimento assistere agli accessi dei malati internati, tanto che si pagava per vedere lo "spettacolo".

### 1900 e oggi
Nel 1930, l'ospedale fu spostato nella periferia sudorientale di Londra, tra Eden Park, Beckenham, West Wickham e Shirley. L'edificio fu comprato da Lord Rothermere e il complesso cambiò radicalmente: le ali della facciata lunga più di 200 metri furono demolite, lasciando solo l'edificio centrale, che dal 1936 è sede dell'Imperial War Museum.

## Citazioni
L'ospedale di Bedlam è citato nella tragedia Re Lear  di William Shakespeare, nel racconto Tifone di Joseph Conrad, nel romanzo I sette calici dell'eresia, in "Doctor Who, L'inverno dei morti" di James Goss e nelle serie televisive "Penny Dreadful" , "The Frankestein Chronicles", "C'era una volta nel Paese delle meraviglie"  e da Nicci French nel thriller "Memory", nel film “Sweeney Todd” di Tim Burton.